# Antic jutjat (les Borges Blanques)
L'Antic jutjat és una obra de les Borges Blanques (Garrigues) inclosa a l'Inventari del Patrimoni Arquitectònic de Catalunya.

## Descripció
Aquesta casa és un habitatge de planta baixa, primer pis i golfes. Està coberta amb teules i la façana està arrebossada. Al primer pis hi ha dos balcons de ferro.
L'únic detall interessant d'aquesta casa és la porta d'entrada, tant per la llinda de pedra que té tot d'ornamentacions vegetals i la porta de fusta treballada amb ornamentacions florals.

## Història
L'any 1911 s'innaugura el jutjat de primera instància amb seu en aquest immoble, aleshores ja pertanyia als actuals propietaris, la família Claveria. El jutjat abandona l'edifici el 1942 degut a problemes d'espai. Passà un temps en desús, la façana es degradà una mica però a finals dels noranta es reformà i actualment és un habitatge.